# Skæreost
Skæreost (også kaldet fastost) er fast og skærbar ost. Der er utallige forskellige skæreoste, men nogle af de mest kendte er: Danbo, Havarti, Svenbo, Gouda, Cheddar og Emmentaler.
Hvis en skæreost fryses, vil den smuldre og ikke være skærefast længere.
Hvis en stærk skæreost opvarmes eller grilles, vil den miste sin stærke smag.
Smelteost fremstilles i vid udstrækning af skæreoste.
| Mad og drikke | Spire Denne artikel om mad og drikke er en spire som bør udbygges. Du er velkommen til at hjælpe Wikipedia ved at udvide den. |